# L'aurora (singolo Eros Ramazzotti)
L'aurora è un singolo del cantautore italiano Eros Ramazzotti, pubblicato nel 1996 come terzo estratto dall'album Dove c'è musica.

## Descrizione
Eros Ramazzotti dedicò L’Aurora a sua figlia, chiamata appunto Aurora, nata nello stesso anno della pubblicazione della canzone ed avuta dalla relazione con la conduttrice televisiva Michelle Hunziker.
Nel testo del brano, ispirato dalla gioia per la nascita della sua primogenita, Ramazzotti si augura anche che gli vadano meglio tante cose nel futuro e che questa sia dunque la serenità che egli si prospetta. La base musicale romantica permette di sottolineare tutte le preoccupazioni del cantante.

## Formazione
- Eros Ramazzotti - voce
- Nathan East - basso
- Vinnie Colaiuta - batteria
- Michael Landau - chitarra
- Celso Valli - tastiere
- Lenny Castro - percussioni
- Alex Baroni - cori
- Antonella Pepe - cori
- Emanuela Cortesi - cori